# Tanguy Coulibaly
Tanguy Coulibaly (Sèvres, 18 febbraio 2001) è un calciatore francese, attaccante del Montpellier.

## Caratteristiche tecniche
È un'ala destra, ma può essere utilizzato anche come attaccante oppure sul versante sinistro.

## Carriera

### Club
Ha iniziato la sua carriera calcistica nelle giovanili del Paris Saint-Germain. Il 2 luglio 2019 viene acquistato dallo Stoccarda. Coulibaly esordisce con i Roten il 20 ottobre 2019 in occasione del match di campionato perso per 1-0 contro l'Holstein Kiel, subentrando a Silas Wamangituka. Realizza il suo primo gol da professionista aprendo le marcature in occasione della sconfitta casalinga dello Stoccarda, per 1-3, contro il Bayern Monaco. Al termine della stagione 2022-2023 non rinnova il contratto con lo Stoccarda e lascia la squadra tedesca dopo aver totalizzato 75 partite e messo a segno 6 reti.
Il 4 dicembre, da svincolato, firma per i francesi del Montpellier.

## Statistiche

### Presenze e reti nei club
Statistiche aggiornate al 9 febbraio 2025.
| Stagione           | Squadra            | Campionato         | Campionato | Campionato | Coppe nazionali | Coppe nazionali | Coppe nazionali | Coppe continentali | Coppe continentali | Coppe continentali | Altre coppe | Altre coppe | Altre coppe | Totale | Totale | Totale |
| Stagione           | Squadra            | Comp               | Pres       | Reti       | Comp            | Pres            | Reti            | Comp               | Pres               | Reti               | Comp        | Pres        | Reti        | Pres   | Reti   |        |
| ------------------ | ------------------ | ------------------ | ---------- | ---------- | --------------- | --------------- | --------------- | ------------------ | ------------------ | ------------------ | ----------- | ----------- | ----------- | ------ | ------ | ------ |
| 2019-2020          | Stoccarda II       | RL                 | 8          | 0          | -               | -               | -               | -                  | -                  | -                  | -           | -           | -           | 8      | 0      |        |
| 2019-2020          | Stoccarda          | 2.L                | 2          | 0          | CG              | 0               | 0               | -                  | -                  | -                  | -           | -           | -           | 2      | 0      |        |
| 2020-2021          | Stoccarda          | BL                 | 31         | 2          | CG              | 3               | 0               | -                  | -                  | -                  | -           | -           | -           | 34     | 2      |        |
| 2021-2022          | Stoccarda          | BL                 | 21         | 0          | CG              | 1               | 0               | -                  | -                  | -                  | -           | -           | -           | 22     | 0      |        |
| 2022-2023          | Stoccarda          | BL                 | 14         | 4          | CG              | 2               | 0               | -                  | -                  | -                  | -           | -           | -           | 16     | 4      |        |
| Totale Stoccarda   | Totale Stoccarda   | Totale Stoccarda   | 68         | 6          |                 | 6               | 0               |                    | -                  | -                  |             | -           | -           | 74     | 6      |        |
| dic. 2023-2024     | Montpellier        | L1                 | 16         | 1          | CF              | 2               | 0               | -                  | -                  | -                  | -           | -           | -           | 18     | 1      |        |
| 2024-2025          | Montpellier        | L1                 | 13         | 1          | CF              | 1               | 0               | -                  | -                  | -                  | -           | -           | -           | 14     | 1      |        |
| Totale Montpellier | Totale Montpellier | Totale Montpellier | 29         | 2          |                 | 3               | 0               |                    | -                  | -                  |             | -           | -           | 32     | 2      |        |
| Totale carriera    | Totale carriera    | Totale carriera    | 105        | 8          |                 | 9               | 0               |                    | -                  | -                  |             | -           | -           | 114    | 8      |        |